# Tatlıpınar, Gemerek
Tatlıpınar là một xã thuộc huyện Gemerek, tỉnh Sivas, Thổ Nhĩ Kỳ. Dân số thời điểm năm 2011 là 134 người.